# Хоккей на траве на летних Олимпийских играх 2024 (составы, мужчины)
В этой статье приводятся составы всех команд, участвующих в мужском турнире по хоккею на траве летних Олимпийских играх 2024 года в Париже.

## Группа A

### Франция
Состав команды был объявлен 8 июля 2024 года.
Тренер:  Фред Суэс
- Артюр Тьефри[англ.] ГК
- Гаспар Ксавье[англ.] ЗЩ
- Маттео Дегуйонс[англ.] ЗЩ
- Люка Монтеко[англ.] ПЗ
- Симон Мартен-Бризак[англ.] ПЗ
- Блез Рожо[англ.] НП
- Виктор Локвуд[англ.] (К) ЗЩ
- Ноэ Жуэн[англ.] НП
- Амори Белланже[англ.] ЗЩ
- Гаспар Баумгартен[англ.] НП
- Франсуа Гуайе[англ.] ПЗ
- Кристоф Петер-Дётс[англ.]
- Элиот Кюрти[англ.] ПЗ
- Этьен Тинвез[англ.] НП
- Виктор Шарле[англ.] ЗЩ
- Шарль Массон[англ.] ПЗ
- Тимоте Клеман[англ.] НП
- Бриёк Делемазюр[англ.] ЗЩ

### Германия
Состав команды был объявлен 14 июня 2024 года.
Тренер:  Андре Хеннинг
- Матиас Мюллер ЗЩ
- Матс Грамбуш[англ.] ПЗ
- Лукас Виндведер[англ.] ЗЩ
- Никлас Веллен[англ.] НП
- Йоханнес Гроссе[англ.] ЗЩ
- Тиес Принц[англ.] НП
- Пауль-Филипп Кауфман[англ.] ПЗ
- Тео Хинрикс[англ.] ЗЩ
- Том Грамбуш[англ.] ЗЩ
- Гонсало Пейльят ЗЩ
- Кристофер Рюр[англ.] НП
- Юстус Вейганд[англ.] НП
- Марко Мильткау[англ.] НП
- Мартин Цвикер[англ.] ПЗ
- Ханс Мюллер[англ.] ПЗ
- Мальте Хельвиг[англ.] НП
- Мориц Людвиг[англ.] ЗЩ
- Жан Даннеберг[англ.] ГК

### Великобритания
Состав команды был объявлен 18 июня 2024 года.
Тренер:  Поль Ревингтон
- Ник Парк[англ.] ЗЩ
- Джек Уоллер[англ.] ЗЩ
- Джвид Эймс[англ.] (К) ЗЩ
- Джейкоб Дрейпер ПЗ
- Захари Уоллес[англ.] ПЗ
- Руперт Шипперли[англ.] НП
- Сэм Уорд[англ.] НП
- Джеймс Элбери[англ.] ЗЩ
- Фил Ропер[англ.] ПЗ
- Дэвид Гудфилд[англ.] ПЗ
- Олли Пэйн[англ.] ГК
- Лиам Сэнфорд[англ.] ЗЩ
- Ли Мортон[англ.] ПЗ
- Том Сорсби[англ.] ПЗ
- Конор Уильямсон[англ.] ЗЩ
- Уилл Калнан[англ.] НП
- Тим Нёрс[англ.] ПЗ
- Гарет Фурлонг[англ.] ЗЩ

### Нидерланды
Состав команды был объявлен 19 июня 2024 года.
Тренер:  Йерун Делме
- Йип Янссен[англ.] ЗЩ
- Ларс Балк[англ.] ЗЩ
- Йонас де Хёс[англ.] ПЗ
- Тейс ван Дам[англ.] ЗЩ
- Тьерри Бринкман[англ.] (К)  ЗЩ
- Сев ван Асс[англ.] ПЗ
- Йоррит Крон[англ.] ПЗ
- Юстен Блок[англ.] ЗЩ
- Дерк де Вилдер[англ.] ЗЩ
- Флорис Фортелбур[англ.] ЗЩ
- Тьеп Худемакерс[англ.] НП
- Кун Бейен[англ.] НП
- Йоэп де Мол[англ.] ЗЩ
- Пирмин Блак[англ.] ГК
- Теймен Рейенга[англ.] ЗЩ
- Дуко Телгенкамп[англ.] НП
- Флорис Миддендорп[англ.] НП
- Стейн ван Хейнинген[англ.] ПЗ

### ЮАР
Состав команды был объявлен 19 июня 2024 года.
Тренер:  Чеслин Ги
- Мустафа Касьем[англ.] НП
- Эндрю Хобсон[англ.]
- Жак ван Тондер[англ.]
- Дайян Касьем[англ.] (К) НП
- Брэдли Шервуд[англ.]
- Кинан Хорн[англ.] НП
- Тевин Кок[англ.] НП
- Мэттью Гиз-Браун[англ.]
- Райан Джулиус[англ.] НП
- Даниэль Белл[англ.] ЗЩ
- Николас Спунер[англ.] ПЗ
- Зенани Краи[англ.]
- Нкобиле Нтули[англ.] НП
- Самкело Мвимби[англ.] ПЗ
- Гован Джонс[англ.] ГК
- Кельвин Дэвис[англ.]

### Испания
Состав команды был объявлен 13 июня 2024 года.
Тренер:  Максимилиано Калдас
- Алехандро Алонсо[англ.] ЗЩ
- Хорди Бонастре[англ.] ЗЩ
- Хавьер Хисперт[англ.] ПЗ
- Рафаэль Вильялонга[англ.] ПЗ
- Пере Куниль[англ.] ЗЩ
- Альваро Иглесиас[англ.] НП
- Хосе Бастерра[англ.] НП
- Херард Клапес[англ.] ПЗ
- Марк Рейне[англ.] НП
- Марк Мираллес[англ.] (К) ПЗ
- Луис Кальсадо[англ.] ГК
- Марк Рекасенс[англ.] ЗЩ
- Хоакин Менини НП
- Марк Вискайно[англ.]
- Борха Лакалье[англ.] НП
- Эдуард де Игнасио-Симо[англ.] ПЗ
- Игнасио Родригес[англ.] ЗЩ
- Бруно Фонт[англ.] ПЗ

## Группа B

### Аргентина
Состав команды был объявлен 7 июня 2024 года.
Тренер:  Мариано Ронкони
- Томас Сантьяго[англ.] ГК
- Хуан Катан[англ.] ЗЩ
- Николас Кинан[англ.] ПЗ
- Майко Каселла НП
- Лукас Тоскани[англ.] НП
- Николас Делла Торре[англ.] ЗЩ
- Сантьяго Тарасона[англ.] ГК
- Федерико Монха[англ.] ЗЩ
- Томас Домене[англ.] НП
- Матиас Рей (К) ПЗ
- Лукас Мартинес[англ.] НП
- Агустин Маццильи ПЗ
- Тадео Маркуччи[англ.] ПЗ
- Томас Хабиф[англ.] ПЗ
- Агустин Бугалло[англ.] НП
- Баутиста Капурро[англ.] НП
- Инаки Минадео[англ.] ПЗ

### Австралия
Состав команды был объявлен 8 июля 2024 года.
Тренер:  Колин Бэтч
- Лаклан Шарп[англ.] ПЗ
- Том Крейг[англ.] ПЗ
- Кори Вейер[англ.] ЗЩ
- Джейк Харви[англ.] ЗЩ
- Том Уикхэм НП
- Мэтт Доусон[англ.] ЗЩ
- Натан Эфромс[англ.] НП
- Джошуа Бельц[англ.] ЗЩ
- Эдди Окенден[англ.] ПЗ
- Джейкоб Уэттон[англ.] ПЗ
- Блейк Говерс[англ.] НП
- Аран Залевски[англ.] (К) ПЗ
- Ки Уиллот[англ.] ПЗ
- Флинн Огилви[англ.] ПЗ
- Тим Бранд[англ.] НП
- Эндрю Чартер[англ.] ГК
- Джереми Хейворд[англ.] ЗЩ

### Бельгия
Состав команды был объявлен 6 июля 2024 года.
Тренер:  Колин Бэтч
- Лоик ван Дорен[англ.] ГК
- Тибо Стокбрукс[англ.] НП
- Артур ван Дорен[англ.] ЗЩ
- Джон-Джон Домен ПЗ
- Флоран ван Обель НП
- Готье Боккар ЗЩ
- Николас де Керпель[англ.] НП
- Александр Хендрикс ЗЩ
- Феликс Денайер (К) ПЗ
- Венсан Ванаш ГК
- Артур де Словер[англ.] ЗЩ
- Антуан Кина[англ.] ПЗ
- Лоик Люпаэр[англ.] ЗЩ
- Виктор Веньез[англ.] ПЗ
- Том Бон[англ.] НП
- Максим ван Ост[англ.] ЗЩ
- Нельсон Онана[англ.] НП
- Арно ван Дессел[англ.] ПЗ

### Индия
Состав команды был объявлен 26 июня 2024 года.
Тренер:  Крейг Фултон
- Джарманприт Сингх[англ.] ЗЩ
- Абхишек[англ.] НП
- Манприт Сингх ПЗ
- Хардик Сингх ПЗ
- Гурджант Сингх НП
- Санджай[англ.] ЗЩ
- Мандип Сингх НП
- Харманприт Сингх (К) НП
- Лалит Упадхяй НП
- Паратту Равиндран Сриджеш ГК
- Сумит ЗЩ
- Шамшер Сингх ПЗ
- Радж Кумар Пал[англ.] ПЗ
- Амит Рохидас ЗЩ
- Вивек Прасад ПЗ
- Сукхджит Сингх[англ.] НП

### Ирландия
Состав команды был объявлен 24 июня 2024 года.
Тренер:  Марк Тумилти
- Дэвид Харти ГК
- Тим Кросс[англ.] ЗЩ
- Джон Макки[англ.] НП
- Мэттью Нельсон[англ.] НП
- Дараг Уолш[англ.] ПЗ
- Кайл Маршалл[англ.]
- Шейн О’Донохью[англ.] ПЗ
- Шон Маррей[англ.] (К) ПЗ
- Питер Маккиббин[англ.]
- Джереми Дункан[англ.] ПЗ
- Майкл Робсон[англ.] ПЗ
- Бенджамин Уолкер[англ.] НП
- Питер Браун[англ.]
- Ли Коул[англ.] ЗЩ ЗЩ
- Бен Джонсон[англ.] НП
- Ник Пейдж[англ.]

### Новая Зеландия
Состав команды был объявлен 18 июня 2024 года.
Тренер:  Грег Никол
- Доминик Диксон[англ.] ГК
- Скотт Бойд[англ.] НП
- Дейн Летт[англ.] ЗЩ
- Самйон Чайлд[англ.] НП
- Чарли Моррисон[англ.] ЗЩ
- Джейкоб Смит[англ.] ПЗ
- Сэм Лейн[англ.] НП
- Саймон Йорстон[англ.] ЗЩ
- Николас Вудс[англ.] (К) ЗЩ
- Джо Моррисон[англ.] ПЗ
- Кейн Расселл[англ.] ЗЩ
- Блэр Таррант[англ.] ЗЩ
- Шон Финдли[англ.] ПЗ
- Хьюго Инглис[англ.] НП
- Хейден Филлипс[англ.] ПЗ
- Исаак Хоулбрук[англ.] НП